# Indarti Issolina
Indarti Issolina (* 10. Februar 1976) ist eine ehemalige indonesische Badmintonspielerin. Sie wurde 1998 Vizeweltmeisterin mit der indonesischen Damenmannschaft.

## Karriere
Indarti Issolina war eine Spezialistin für Doppel und Mixed. Im Damendoppel gewann Indarti Issolina die Polish Open 1995 und die Thailand Open 1996 sowie die German Open 1995/1996. Im Finale des Uber Cups 1998 unterlag sie mit dem indonesischen Team gegen China mit 2:3.

## Erfolge
| Saison | Veranstaltung       | Disziplin   | Platz | Name                              |
| ------ | ------------------- | ----------- | ----- | --------------------------------- |
| 1993   | Dutch Juniors       | Damendoppel | 1     | Indarti Issolina / Emma Ermawati  |
| 1993   | German Juniors      | Damendoppel | 1     | Indarti Issolina / Emma Ermawati  |
| 1995   | Polish Open         | Damendoppel | 1     | Emma Ermawati / Indarti Issolina  |
| 1996   | German Open         | Damendoppel | 1     | Deyana Lomban / Indarti Issolina  |
| 1996   | Thailand Open       | Damendoppel | 1     | Deyana Lomban / Indarti Issolina  |
| 1997   | Thailand Open       | Damendoppel | 3     | Indarti Issolina / Denyana Lomban |
| 1997   | Südostasienspiele   | Damendoppel | 2     | Indarti Issolina / Denyana Lomban |
| 1998   | Japan Open          | Damendoppel | 5     | Indarti Issolina / Deyana Lomban  |
| 1998   | Indonesia Open      | Damendoppel | 3     | Indarti Issolina / Carmelita      |
| 1998   | Uber Cup            | Damenteam   | 2     | Indonesien                        |
| 1999   | Südostasienspiele   | Damendoppel | 2     | Indarti Issolina / Emma Ermawati  |
| 1999   | Indonesia Open      | Damendoppel | 5     | Indarti Issolina / Carmelita      |
| 1999   | Chinese Taipei Open | Damendoppel | 5     | Indarti Issolina / Carmelita      |